# Francisco Molinero Calderón
Francisco Molinero Calderón (* 26. Juli 1985 in Ontígola) ist ein spanischer ehemaliger Fußballspieler.

## Spielerkarriere

### Verein
Der in der Nähe der spanischen Hauptstadt Madrid geborene Francisco Molinero stammt aus der Jugend von Atlético Madrid. Von 2002 bis 2004 spielte er bei Atlético B. Im August 2004 wurde er aufgrund seiner konstanten Leistungen mit der Beförderung in die erste Mannschaft belohnt, konnte sich jedoch nicht in den Vordergrund spielen, weshalb er nach zwei Jahren im Sommer 2006 zu Erstliga-Absteiger FC Málaga ging.
In der Segunda División konnte er sich jedoch auch nicht durchsetzen, so dass er nach nur einem Jahr als Ergänzungsspieler zu RCD Mallorca wechselte und somit in Spaniens Elite-Liga zurückkehrte. Dort kommt er nach der Hinrunde 2007/08 auch nur auf zwei Einsätze.